# Сазерленд Трофі
Сазерленд Трофі (Трофей Сезерленда, англ. Sutherland Trophy) — нагорода, заснована у 1958 році Британським інститутом кінематографії, як щорічний приз творцеві найоригінальнішого і творчого [першого або другого ігрового повнометражного] фільму, представленому в Національному театрі кіно протягом року. З 1997 року призом нагороджуються найоригінальніші дебютні фільми з уперше представлених на Лондонському міжнародному кінофестивалі.
Нагорода є срібною скульптурою, виготовленою Джеральдом Бенні. Вручається в ніч закриття Лондонського кінофестивалю. Приз названо на честь патрона Британського інституту кінематографії Джорджа Сезерленда-Левесон-Ґовера, 5-го графа Сазерленда.
У 2014 році приз «Сазерленд Трофі» на Лондонському кінофестивалі вперше в історії України здобув фільм «Плем'я» режисера Мирослава Слабошпицького у номінації найоригінальніших та найсильніших режисерських дебютів First Feature Competition.

## Лауреати
| Рік  | Режисер(и)                         | Фільм                         | Оригінальна назва                                    | Країна           | #      |
| ---- | ---------------------------------- | ----------------------------- | ---------------------------------------------------- | ---------------- | ------ |
| 1958 | Ясудзіро Одзу                      | Токійська повість             | 東京物語, Tōkyō Monogatari                           | Японія           |        |
| 1959 | Сатьяджит Рай                      | Світ Апу                      | Apur Sansar                                          | Індія            | [ 2 ]  |
| 1960 | Мікеланджело Антоніоні             | Пригода                       | L'Avventura                                          | Італія           |        |
| 1961 | Ерманно Ольмі                      | Вакантне місце                | Il Posto                                             | Італія           |        |
| 1962 | Жак Ріветт                         | Париж належить нам            | Paris nous appartient                                | Франція          |        |
| 1963 | Ален Рене                          | Мюріель, або Час повернення   | Muriel ou le temps d'un retour                       | Франція          |        |
| 1964 | Григорій Козінцев                  | Гамлет                        | Гамлет                                               | СРСР             |        |
| 1965 | Жан-Люк Годар                      | Безтямний П'єро               | Pierrot le Fou                                       | Франція          |        |
| 1966 | Андре Дельво                       | Людина, яка коротко стриглася | De man die zijn haar kort liet knippen               | Бельгія          |        |
| 1967 | Масакі Кобаясі                     | Бунт самураїв                 | 上意討ち 拝領妻始末, Jōi-uchi: Hairyō tsuma shimatsu | Японія           |        |
| 1968 | Жан-Марі Штрауб та Даніель Ює      | Хроніка Анни Магдалени Бах    | Chronik der Anna Magdalena Bach                      | ФРН              |        |
| 1969 | Жак Ріветт                         | Божевільне кохання            | L'Amour fou                                          | Франція          |        |
| 1970 | Бернардо Бертолуччі                | Конформіст                    | Il conformista                                       | Італія           |        |
| 1971 | Робер Брессон                      | Чотири ночі мрійника          | Quatre nuits d'un rêveur                             | Франція          |        |
| 1972 | Октавіо Ґетіно та Фернандо Соланас | Час вогнів                    | La Hora de los Hornos                                | Аргентина        |        |
| 1973 | Георгій Шенгелая                   | Піросмані                     | Піросмані                                            | СРСР             |        |
| 1974 | Райнер Вернер Фассбіндер           | Марта                         | Martha                                               | ФРН              |        |
| 1975 | Тодорос Ангелопулос                | Комедіанти                    | Ο Θίασος                                             | Греція           |        |
| 1976 | Наґіса Ошіма                       | Імперія почуттів              | 愛のコリーダ, Ai no korīda                           | Японія           |        |
| 1977 | Ганс-Юрген Зіберберг               | Гітлер — фільм з Німеччини    | Hitler — ein Film aus Deutschland                    | ФРН              |        |
| 1978 | Марк Раппапорт                     | Мальовничий маршрут           | The Scenic Route                                     | США              |        |
| 1979 | Зекі Йоктен                        | Стадо                         | Sürü                                                 | Туреччина        |        |
| 1980 | Пітер Гріневей (спільно)           | Падіння                       | The Falls                                            | Велика Британія  |        |
| 1980 | Се Дзінь (спільно)                 |                               | 舞台姐妹                                             | КНР              |        |
| 1981 | Хельма Сандерс-Брамс               | Ні милосердя, ні майбутнього  | Die Berührte                                         | ФРН              |        |
| 1982 | Адур Ґопалакрішнан                 | Щуроловка                     | എലിപ്പത്തായം Elippathayam                                 | Індія            |        |
| 1983 | Кріс Маркер                        | Без сонця                     | Sans Soleil                                          | Франція          |        |
| 1984 | Ліно Брока                         | Байян Ко: Моя рідна країна    | Bayan ko: Kapit sa patalim                           | Філіппіни        |        |
| 1985 | Чень Кайге                         | Жовта земля                   | 黃土地                                               | КНР              |        |
| 1986 | Білл Дуглас                        | Товариші                      | Comrades                                             | Велика Британія  |        |
| 1987 | Едвард Янг (спільно)               | Той, що вселяє страх          | 恐怖分子, Kǒngbù fènzǐ                               | Республіка Китай |        |
| 1987 | Сулейман Сіссе (спільно)           | Світло                        | Yeelen                                               | Малі             |        |
| 1989 | Нільс Ґауп                         | Слідопит                      | Ofelaš                                               | Норвегія         |        |
| 1990 | Стів Кловз                         | Знамениті брати Бейкери       | The Fabulous Baker Boys                              | США              | [ 3 ]  |
| 1991 | Елейн Проктор                      | На телефонному зв'язку        | On the Wire                                          | ПАР              |        |
| 1992 | Джослін Мурхаус                    | Доказ                         | Proof                                                | Австралія        |        |
| 1993 | Хуліо Медем                        | Корови                        | Vacas                                                | Іспанія          |        |
| 1994 | Чан Ань Хунг                       | Аромат зеленої папаї          | Mùi đu đủ xanh                                       | В'єтнам          |        |
| 1995 | Муфіда Тлатлі                      | Палацові мовчання             | صمت القصور, Samt el qusur                            | Туніс            |        |
| 1996 | Джевон О'Ніл                       | Вікенд Боба                   | Bob's Weekend                                        | Велика Британія  |        |
| 1997 | Брюно Дюмон                        | Життя Ісуса                   | La Vie de Jésus                                      | Франція          |        |
| 1998 | Саміра Махмальбаф                  | Яблуко                        | سیب‎‎, Sib                                             | Іран             |        |
| 1999 | Лінн Ремсі                         | Щуролов                       | Ratcatcher                                           | Велика Британія  |        |
| 2000 | Кеннет Лоренган                    | Можеш розраховувати на мене   | You Can Count On Me                                  | США              |        |
| 2001 | Асіф Кападіа                       | Воїн                          | The Warrior                                          | Велика Британія  |        |
| 2002 | Дельфін Ґлейз                      | Бійня                         | Carnages                                             | Франція          | [ 4 ]  |
| 2003 | Сіддік Бармак                      | Усама                         | اسامه‎‎ Osama                                          | Афганістан       |        |
| 2004 | Джонатан Кауетт                    | Прокляття                     | Tarnation                                            | США              | [ 5 ]  |
| 2005 | Карі Палякка                       |                               | For the Living and the Dead                          | Фінляндія        | [ 6 ]  |
| 2006 | Андреа Арнольд                     | Червоний шлях                 | Red Road                                             | Велика Британія  |        |
| 2007 | Вінсент Паронно та Маржан Сатрапі  | Персеполіс                    | Persepolis                                           | Франція          |        |
| 2008 | Сергій Дворцевой                   | Тюльпан                       | Тюльпан                                              | Казахстан        |        |
| 2009 | Скандер Копті та Ярон Шані         | Аджамі                        | عجمي‎‎ /עג'מי‎‎, Ajami                                   | Ізраїль          |        |
|      | Кліо Барнард                       | Арбор                         | The Arbor                                            | Велика Британія  | [ 7 ]  |
| 2011 | Пабло Джорджеллі                   | Акації                        | Las Acacias                                          | Аргентина        |        |
| 2012 | Бен Зайтлін                        | Звірі дикого Півдня           | Beasts of the Southern Wild                          | США              |        |
| 2013 | Ентоні Чен                         | Ілоіло                        | 爸媽不在家, Ilo Ilo                                  | Сінгапур         |        |
| 2014 | Мирослав Слабошпицький             | Плем'я                        |                                                      | Україна          | [ 8 ]  |
| 2015 | Роберт Еггерс                      | Відьма                        | The Witch                                            | США              | [ 9 ]  |
| 2016 | Джулія Дюкорно                     | Сире                          | Raw                                                  | Франція Бельгія  | [ 10 ] |